# Erwin Löwy
Erwin Löwy, anglicky též Loewy (18. září 1897 Bečov nad Teplou – 13. července 1959 New York) byl konstruktér a podnikatel židovského původu. Svou prací v oblasti vodního stavitelství a zejména výroby těžkých vytlačovacích a kovacích lisů pro letecký průmysl významným způsobem přispěl k průmyslovému a technologickému pokroku ve 20. století.

## Život
Přítomnost rodiny Löwyových v Bečově nad Teplou je písemně doložena již na konci 16. století. K jejím nejvýznamnějším představitelům patří bratři Erwin (1897–1959), Ludwig (1887–1942) a Alfred.
Erwin Löwy se narodil 18. září 1897 v Bečově nad Teplou. V jeho raném mládí se rodina přestěhovala do Plzně, kde vystudoval a v roce 1915 nastoupil do firmy Lenthéric ve Francii, která se zabývala výrobou parfémů.
V roce 1928 se Erwin připojil ke svému staršímu bratrovi Ludwigovi v loďařské firmě Schloemann (též Schlömann) v německém Düsseldorfu. Bratr Ludwig tuto firmu vlastnil od roku 1914 spolu s Uwe Multhauptem. Erwin zde pracoval na pozici projektanta a posléze, po bratrově odchodu do Anglie v roce 1933, jako ředitel. 
V roce 1935 uprchl Erwin před nacisty z Německa – nejdříve do Francie a krátce poté do Anglie, kde v roce 1936 založil jeho bratr Ludwig továrnu „Loewy Engineering Company“, která se stala součástí britského vojenského průmyslu. Erwin dále, společně se svým druhým bratrem Alfredem, dne 9. října 1936 založil firmu Hydropress Inc.

## Odchod do Spojených států amerických

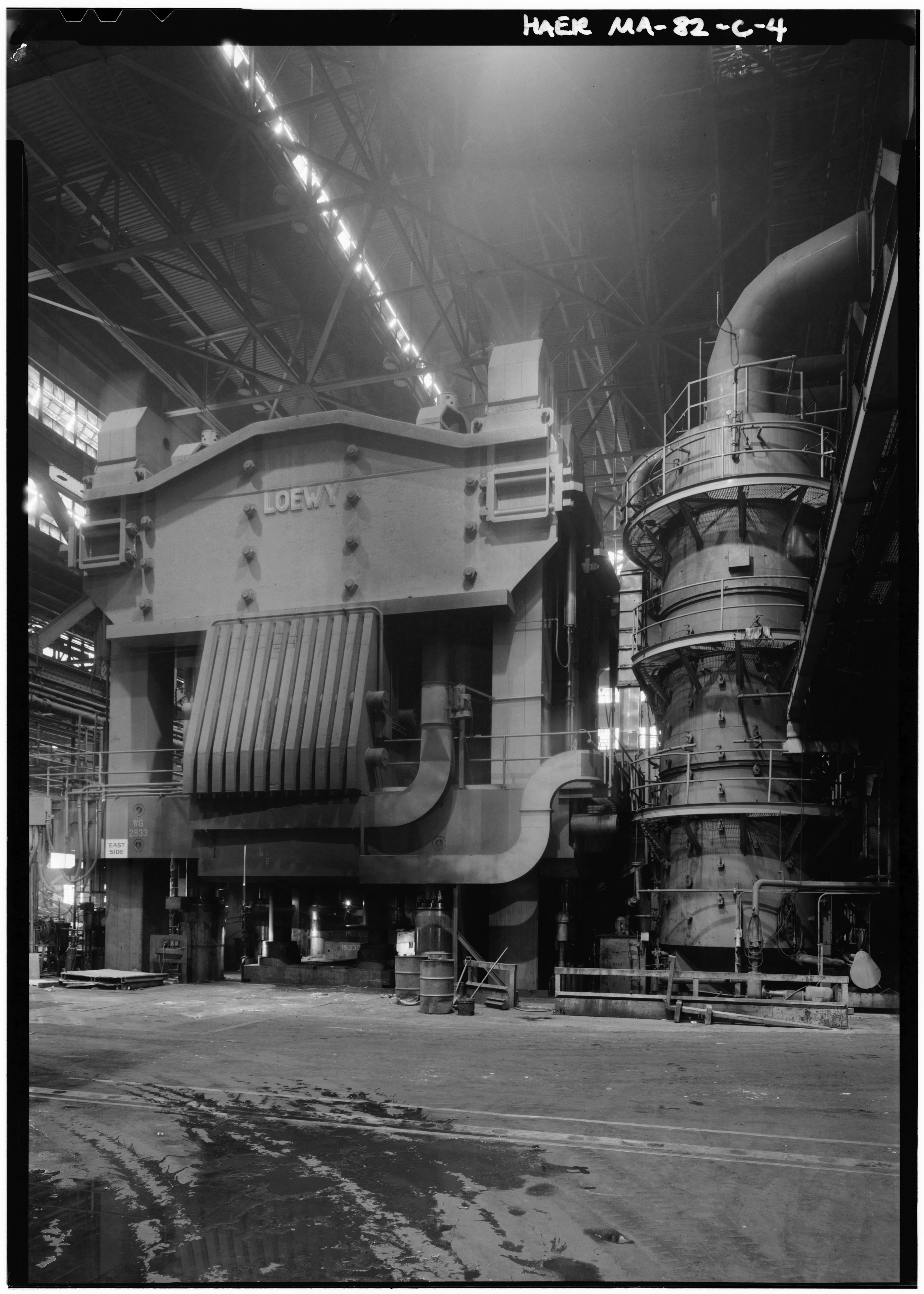
Lis Loewy, lisovací síla 50 000 tun.

V roce 1940 se Erwin Loewy přestěhoval společně s celou firmou do USA. Když bratr Ludwig v roce 1942 zemřel, Erwin se stal jeho nástupcem. Erwin Loewy svým úsilím přesvědčil průmyslníky a ozbrojené síly Spojených států o potřebě velkých vytlačovacích a kovacích lisů pro tvarování leteckých dílů, které již byly vyvinuty v Evropě. Přispěl tak k vývoji nového způsobu lisování a válcování plechů pro velká letadla. Firma Hydropress Inc. zkonstruovala mj. ve své době největší lis na světě k výrobě křídel pro těžká bombardovací letadla B-52 a dopravní letadla Boeing 707. Jednalo se o obrovský lis Loewy-Hydropress „Major“ s lisovací silou 50 000 tun. Ten umožnil dokonalejší a přesnější výrobu, takže letadla se mohla následně vyrábět ve velkých sériích. 
Po válce se Erwin Loewy spolupodílel na výrobě raket Polaris a odpalovací rampy pro raketu Vanguard.
Firma ve své podobě působila do roku 1955, kdy ji koupila společnost Baldwin-Lima-Hamilton, ale Erwin Loewy pokračoval v pracovní aktivitě ve firmě až do své smrti 13. července 1959 v New Yorku. Za svou práci pro americkou armádu získal hodnost plukovníka.

## Soukromý život
Erwin Loewy měl s manželkou Margret jedinou dceru Brigitte Dolores. Narodila v roce 1936 v Paříži a se svou rodinou emigrovala do Spojených států jako malé dítě, když v listopadu 1940 dorazila na Ellis Island. Vyrůstala v New York City a navštěvovala Leonard School for Girls. Učila se hrát na klavír, svoji koncertní kariéru zahájila v 11 letech vystoupením se City Symphony Orchestra a ve 14 letech debutovala v Times Hall. Magisterský titul získala na Teacher’s College of Columbia University. Krátce po smrti svého otce se provdala za lékaře Andrewa M. Linze. Měli jednoho syna.
Erwin Loewy aktivně pomáhal německým židovským inženýrům při předválečné i poválečné emigraci.
Od roku 1954 se stal předsedou Spolku přátel symfonického orchestru v New Yorku (City Symphony Orchestra of New York).

## Nadace
Nadace rodiny Loewyových v roce 1992 zřídila Loewyho institut pro zpracování materiálů (Loewy Institute for Materials Processing) při Lehigh University. Institut navazuje na tradici Institutu pro tváření kovů, který byl založen na univerzitě již v roce 1970 s cílem vyučovat principy a aplikace technologie tváření kovů pro postgraduální a vysokoškolské studenty a pomáhat průmyslu s řešením problémů v oblasti tváření kovů.
V roce 2000 byla uspořádaná výstava The Loewy Exhibit, která zachycovala historii bratrů Loewyových a jejich přínos v oblasti tváření kovů, doplněná fotografiemi bratrů a také strojů, které navrhli a vyrobili a dokumentací popisující jejich úspěšnou životní cestu.